# I Know Pres
I Know Pres ist ein Jazzalbum von Ray Crawford. Die am 10. Februar 1961 in den Nola Penthouse Studios, New York City entstandenen Aufnahmen erschienen zunächst unter dem Titel I Know Pres auf Langspielplatte 1971 in Japan, schließlich 1988 auch als Compact Disc unter dem Titel Smooth Groove in Europa.

## Hintergrund
Im Oktober 1960 spielte der Gitarrist Ray Crawford bei Gil Evans, der eine große Band leitete, mit der er im New Yorker Club Jazz Gallery auftrat. Dies führte zu den Aufnahmen des Albums Out of the Cool der Evans-Band, an dem ebenfalls Crawford beteiligt war. Eines Nachts während Evans’ Auftritten in der Jazz Gallery im Jahr 1960 kam der Kritiker Nat Hentoff vorbei und hörte Crawford spielen. Zu diesem Zeitpunkt führte Hentoff mit Archie Bleyer gemeinsam das Label Candid Records. Hentoff, der den Bereich A & R leitete, war auf der Suche nach Talenten, die für die aktuelle Jazzentwicklung standen; Nat Hentoff war von dem Spiel des Gitarristen angetan und buchte Crawford für den Februar 1961 in den Nola Penthouse Studios.
Nach der Out of the Cool-Aufnahmesession im November 1960 machte sich Crawford an die Arbeit, Arrangements für die geplante Aufnahme zu schreiben und Musiker für sein erstes Album unter eigenem Namen zusammenzustellen. Die Besetzung bestand neben Crawford aus Johnny Coles (Trompete), Cecil Payne (Baritonsaxophon), Junior Mance (Piano), Ben Tucker (Bass) und Frankie Dunlop (Schlagzeug). Vier der fünf Songs waren Originalkompositionen, I Knew Prez, Smooth Groove, Miss April und The Compendium Suite, hinzu kam Steve Allens Titel Impossible. Nach der Aufnahmesitzung kehrte Crawford nach Kalifornien zurück und wartete auf die Veröffentlichung der Aufnahmen, doch das Album kam nie heraus. Das Candid-Label hatte nach nur acht Monaten seine Aktivitäten einstellen müssen. Das Album wurde schließlich in Japan auf Vinyl als I Know Pres veröffentlicht und 1988 unter dem Titel Smooth Groove in Europa. 1997, dem Jahr von Crawfords Tod, wurde das Album in Japan auf CD neu aufgelegt.

## Titelliste

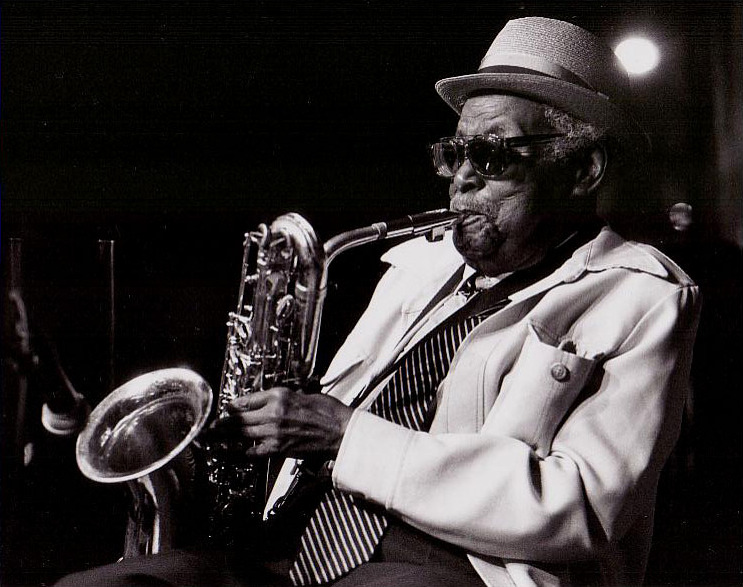
Cecil Payne im Kitano Hotel Jazz Club, NYC 2005

- Ray Crawford: I Know Pres (Candid SONF 01121,[4] Candid CS 9028[5])
  1. I Know Prez (Crawford) 10:13
  2. Smoove Groove (Crawford) 11:07
  3. Miss April (Crawford) 7:41
  4. Impossible (Steve Allen) 6:09
  5. The Compendium Suite (Crawford) 8:28

## Rezeption
Scott Yanow verlieh dem Album in Allmusic vier Sterne und schrieb, der Gitarrist spiele mit seinem Sextett einen ziemlich fortgeschrittenen Hardbop. Jeder höre sich gut an und man könne nur bedauern, dass diese Aufnahmen so viele Jahre verschwunden waren.